# Broadwick Street
Broadwick Street (già Broad Street) è una via nel quartiere di Soho a Londra. Corre per circa 0,18 miglia (0,29 km) approssimativamente in direzione ovest-est tra Marshall Street e Wardour Street, attraverso Berwick Street.
Broad Street è nota per essere stata il principale focolaio dell'epidemia di colera che colpì Londra nel 1854 (vedi la voce Epidemia di colera a Broad Street del 1854). Il dottor John Snow, importante pioniere dell'anestesiologia e dell'epidemiologia, studiò a fondo il contagio e ne rintracciò la fonte in una pompa pubblica per la distribuzione dell'acqua posta appunto su Broad Street. Snow fece disattivare la pompa e l'epidemia cessò rapidamente. Prima di allora, era convinzione diffusa che il colera fosse causato dai "miasmi" trasmessi per via aerea (cosiddetta "teoria miasmatica della malattia"): le scoperte di Snow dimostrarono invece che esso si trasmetteva attraverso l'acqua contaminata.
Una copia della pompa, insieme ad una targa esplicativa, fu eretta nel 1992 vicino alla località originaria. La pompa originale era posta all'incrocio tra Broad Street e Cambridge Street (oggi Lexington Street), vicino al muro posteriore di quello che oggi è il pub John Snow. Il sito è marcato sottilmente con un cordolo di marciapiede di granito rosa di fronte ad una piccola targa sul muro.
Una casa all'angolo di Broadwick e Marshall Street fu il luogo di nascita e la casa d'infanzia di William Blake.

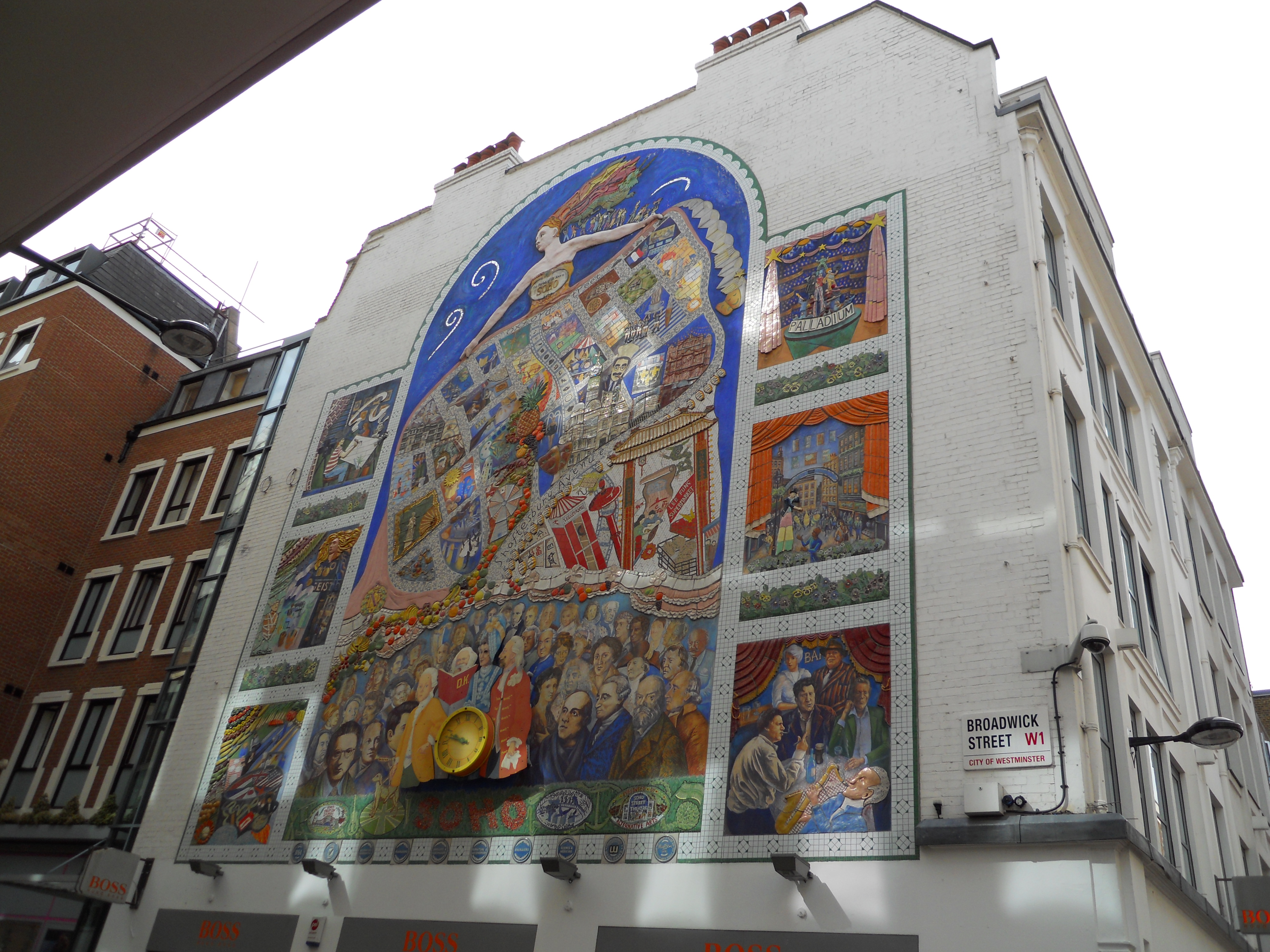
Murales in Broadwick Street

La via s'incrocia, o s'incontra, con Wardour Street, Duck Lane, Berwick Street, Hopkins Street, Ingestre Place, Poland Street, Lexington Street, Dufours Place, Marshall Street e Carnaby Street, sul cui muro d'angolo esiste un gigantesco murales con i personaggi più significativi della storia di Soho.

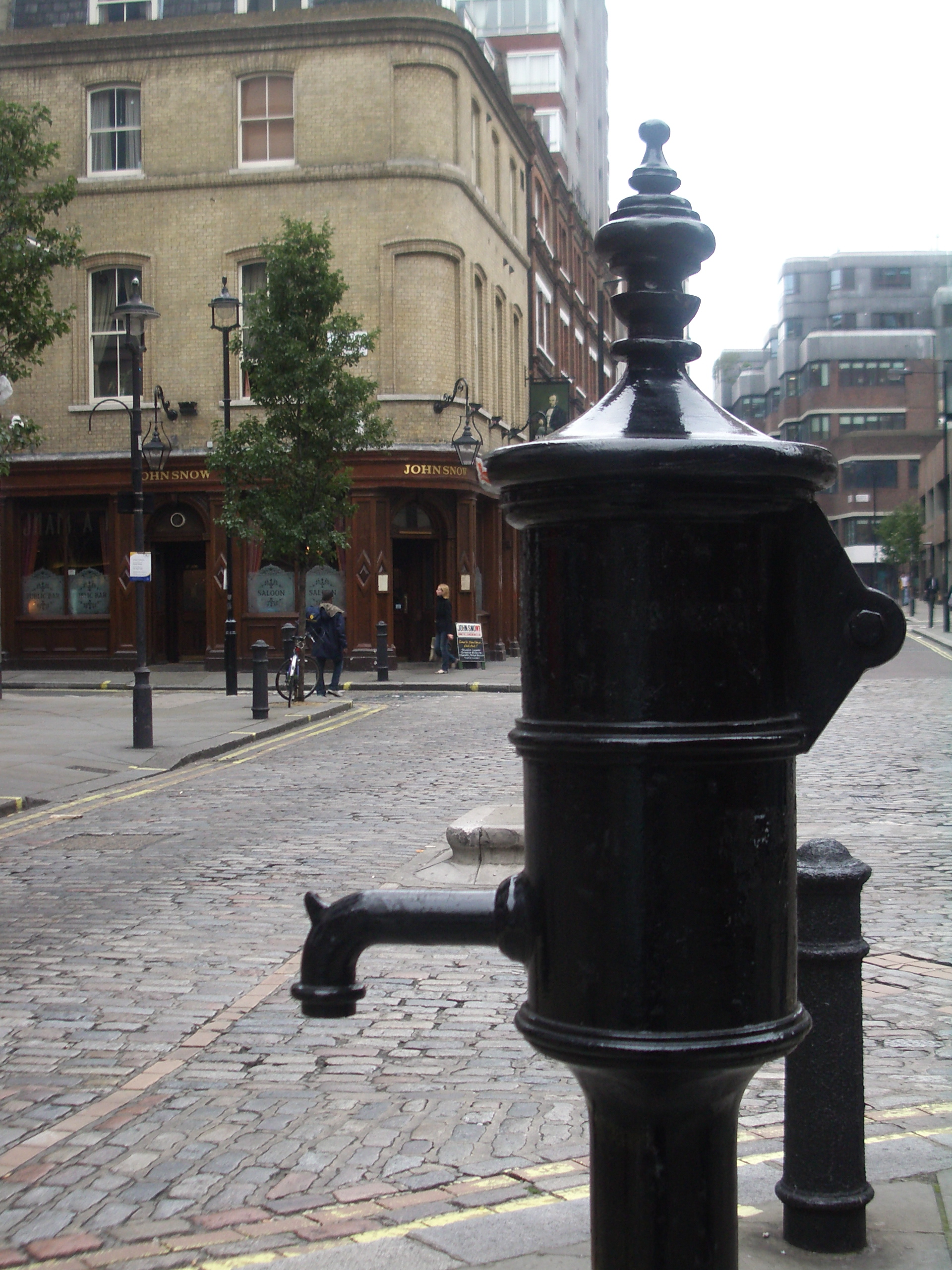
Broadwick Street con il monumento e il pub dedicato a John Snow